# Румунија на Европском првенству у атлетици у дворани 2013.
Румунија је учествовала на 32. Европском првенству у дворани 2013 одржаном у Гетеборгу, Шведска, од 28. фебруара до 3. марта. Ово је било тридесето европско првенство у дворани на коме је Румунија учествовала. Репрезентацију Румуније представљала су 18 такмичара (6 мушкараца и 12 жена) који су се такмичили у 11 дисциплине (5 мушке и 6 женских).
На овом првенству Румунија није освојила ниједну медаљу али су оборена два лична рекорда и остварен је један најбољи резултат сезоне. У табели успешности према броју и пласману такмичара који су учествовали у финалним такмичењима (првих 8 такмичара) Румунија је са 2 учесника у финалу заузела 26. место са 4 бода.

## Учесници
| Мушкарци: - Каталин Кампеану — 60 м - Ioan Zaizan — 1.500 м - Михаил Донисан — Скок увис - Александру Туфа — Скок увис - Валентин Тобок — Скок удаљ - Маријан Опреа — Троскок | Жене: - Ангела Морошану — 400 м - Alina Andreea Panainte — 400 м - Роксана Барка — 3.000 м - Анкута Бобокел — 3.000 м - Данијела Станчу — Скок увис - Естера Петре — Скок увис - Корнелија Дејак — Скок удаљ - Алина Ротару — Скок удаљ - Флорентина Маринку — Скок удаљ - Кристина Бујин — Троскок - Анка Хелтне — Бацање кугле - Беатриче Пују — Петобој |  |

## Резултати

### Мушкарци
| Атлетичар        | Дисциплина | Лични рекорд | Квалификације  | Квалификације  | Полуфинале           | Полуфинале           | Финале                | Финале  | Детаљи |
| Атлетичар        | Дисциплина | Лични рекорд | Резултат       | Место          | Резултат             | Место                | Резултат              | Место   | Детаљи |
| ---------------- | ---------- | ------------ | -------------- | -------------- | -------------------- | -------------------- | --------------------- | ------- | ------ |
| Каталин Кампеану | 60 м       | 6,60 НР      | 6,64 КВ        | 1. у гр. 1     | 6,66                 | 5. у гр. 1           | Нису се квалификовали | 9 / 22  |        |
| Ioan Zaizan      | 1.500 м    | 3:41,19      | 3:45,46        | 4. у гр. 2     |                      |                      | Нису се квалификовали | 13 / 24 |        |
| Михаил Донисан   | Скок увис  | 2,30         | 2,18           | 9. у гр. Б     | =15 / 26 (27)        |                      | Нису се квалификовали |         |        |
| Александру Туфа  | Скок увис  | 2,27         | 2,13           | 11. у гр. А    | 24 / 26 (27)         |                      | Нису се квалификовали |         |        |
| Валентин Тобок   | Скок удаљ  | 7,98         | 7,33           | 12. у гр. Б    | 24 / 26              |                      | Нису се квалификовали |         |        |
| Маријан Опреа    | Троскок    | 17,74        | Није стартовао | Није стартовао | Није се квалификовао | Није се квалификовао |                       |         |        |

### Жене
| Атлетичарка            | Дисциплина   | Лични рекорд | Квалификације | Квалификације | Полуфинале            | Полуфинале            | Финале                | Финале                | Детаљи |
| Атлетичарка            | Дисциплина   | Лични рекорд | Резултат      | Место         | Резултат              | Место                 | Резултат              | Место                 | Детаљи |
| ---------------------- | ------------ | ------------ | ------------- | ------------- | --------------------- | --------------------- | --------------------- | --------------------- | ------ |
| Ангела Морошану        | 400 м        | 51,93        | 52,07 КВ, ЛРС | 1. у гр. 2    | Диск.                 | Диск.                 | Није се квалификовала | Није се квалификовала |        |
| Alina Andreea Panainte | 400 м        | 53,23        | 53,98         | 5. у гр. 4    | Није се квалификовала | Није се квалификовала | Није се квалификовала | 16 / 20               |        |
| Роксана Барка          | 3.000 м      | 9:02,35      | 9:05,96 кв    | 6. у гр. 1    |                       |                       | 9:10,51               | 9 / 17 (18)           |        |
| Анкута Бобокел         | 3.000 м      | 8:52,86      | 9:05,96 кв    | 5. у гр. 2    | 9:18,37               | 11 / 17 (18)          |                       |                       |        |
| Данијела Станчу        | Скок увис    | 1,91         | 1,85          | 15.           | Нису се квалификовале | 15 / 19               |                       |                       |        |
| Естера Петре           | Скок увис    | 1,94         | 1,80          | =18.          | Нису се квалификовале | =18 / 19              |                       |                       |        |
| Корнелија Дејак        | Скок удаљ    | 6,67         | 6,52 кв       | 8.            | 6,52                  | 7 / 19                |                       |                       |        |
| Алина Ротару           | Скок удаљ    | 6,59         | 6,39          | 11.           | Нису се квалификовале | 11 / 19               |                       |                       |        |
| Флорентина Маринку     | Скок удаљ    | 6,53         | 6,34          | 17.           | Нису се квалификовале | 17 / 19               |                       |                       |        |
| Кристина Бујин         | Троскок      | 14,35        | 13,47         | 15.           | Нису се квалификовале | 15 / 19 (21)          |                       |                       |        |
| Анка Хелтне            | Бацање кугле | 19,90        | 17,75 кв      | 7.            | 17,64                 | 7 / 16                |                       |                       |        |

#### Петобој
| Дисциплина   | Беатриче Пују | Беатриче Пују | Беатриче Пују | Беатриче Пују | Беатриче Пују | Беатриче Пују  |
| Дисциплина   | Лич. рек.     | Резултат      | Бод.          | Плас.         | Укупно        | Плас.          |
| ------------ | ------------- | ------------- | ------------- | ------------- | ------------- | -------------- |
| 60 м препоне | 8,48          | 8,59          | 997           | 8             |               |                |
| Скок увис    | 1,81          | 1,72          | 879           | 12            | 1.876         | 13.            |
| Бацање кугле | 13,11         | 13,74 ЛР      | 777           | 8             | 2.653         | 11.            |
| Скок удаљ    | 5,89          | 6,19 ЛР       | 908           | 3             | 3.561         | 10.            |
| 800 м        | 2:24,69       | Диск.         |               |               |               |                |
| Петобој      | 4.395         |               |               |               | 3.561         | 13 / 13 / (15) |